# (1420) Radcliffe
(1420) Radcliffe es el asteroide número 1420 situado en el cinturón principal. Fue descubierto por el astrónomo Karl Wilhelm Reinmuth  desde el observatorio de Heidelberg, el 14 de septiembre de 1931. Su designación alternativa es 1931 RJ. Está nombrado por el Radcliffe College, una universidad femenina de los Estados Unidos.